# Adalbert von Lutzerath
Adalbert von Lutzerath OSB (* um 1030 in Lutzerath; † 1. September 1097 in Brauweiler) war ein deutscher Abt in der Abtei Brauweiler.

## Leben
Abt Adalbert, der im Ruf größter Rechtschaffenheit stand und dem die Führung eines heiligmäßigen Lebens nachgesagt wurde, war von 1093 bis 1095 der 5. Abt in der Abtei Brauweiler. Dass er die Abtswahl angenommen hatte, lag, wie es hieß, an der Demut seines Herzens. Er fügte sich wohl nur ungern dem Wunsch seiner Mitbrüder und des Kölner Oberhirten, ehe er bereit war die Abtsbürde anzunehmen. Bereits 1095 wurde er durch den Kölner Erzbischof Hermann III. von Hochstaden wieder abgesetzt, ohne das dafür genaue Gründe angegeben wurden. Es wird zwar angenommen, dass er sich gegen die Einführung kirchlicher Neuerungen, unter Verweis auf die „Siegburger Gewohnheiten“, im Kloster Brauweiler gewehrt habe, jedoch existieren hierfür keine Belege. Adalbert machte dem Armenhaus des Klosters einige nennenswerte Schenkungen, u. a. Weinberge und Ländereien in Reil, sowie Nutzungsrechte an Grundstücken in seinem Geburtsort Lutzerath. Über sein weiteres Schicksal existieren keine Belege. Da der Chronist bei der Schilderung der Amtszeiten der Vorgänger und Nachfolger von Abt Adalbert nachweislich ungenaue Jahreszahlen nannte (er ließ wohl der Phantasie etwas zu viel Freilauf), ist von daher das Todesjahr 1097 in gewissem Sinne als spekulativ anzusehen. Gesichert ist hingegen der 1. September als dessen Todestag, da diese Information dem Totenbuch entnommen wurde. Ebenso dürfte der Beiname des Abtes de Luctzenrade, wie er in einer Chronik hinterlegt und sonst nirgends zu finden, wohl eine Erfindung sein.